# لشکر ۶۰ پیاده (کره جنوبی)
لشکر ۶۰ پیاده کره جنوبی (انگلیسی: 60th Infantry Division) لشکر پیاده‌نظام نیروی زمینی جمهوری کره است، که در سال ۱۹۹۰ تأسیس شد.
لشکر ۶۰ پیاده یک تشکیلات نظامی از نیروهای ذخیره جمهوری کره است. این لشکر تابع فرماندهی نیروهای بسیج کره جنوبی است و ستاد مرکزی آن در شهر گویانگ، استان گیونگی-دو قرار دارد. مسئولیت آن دفاع از سئول است.